# Pierre (Dakota do Sul)
Pierre é a capital do estado norte-americano da Dakota do Sul, no condado de Hughes, do qual é sede. Foi fundada em 1880 e incorporada em 1883. Seu nome é uma homenagem a Pierre Chouteau Jr.

## Geografia
De acordo com o United States Census Bureau, a cidade tem uma área de 33,8 km², dos quais 33,7 km² estão cobertos por terra e 0,1 km² por água.

### Localidades na vizinhança
O diagrama seguinte representa as localidades num raio de 52 km ao redor de Pierre.

## Demografia
Segundo o censo nacional de 2010, a sua população é de 13 646 habitantes e sua densidade populacional é de 403,7 hab/km². É a oitava cidade mais populosa do estado. A cidade possui 6 159 residências que resulta em uma densidade de 182,1 residências/km².

## Marcos históricos
A relação a seguir lista as 38 entradas do Registro Nacional de Lugares Históricos em Pierre. O primeiro marco foi designado em 15 de outubro de 1966 e o mais recente em 27 de junho de 2019. Aqueles marcados com ‡ também são um Marco Histórico Nacional.
- Archeological Site 39HU201
- Arzberger Site‡
- Brink-Wagner House
- Capitólio Estadual da Dakota do Sul
- Cedar Islands Archeological District
- Celina and Albert Goddard House
- Central Block
- Chicago and North Western Railroad Bridge
- Crawford-Pettyjohn House
- Dr. William and Elizabeth Blackburn House
- Farr House
- Fort George Creek Archeological District
- George McMillen House
- Henry M. McDonald House
- Hilger Block
- Horner-Hyde House
- Hughes County Courthouse
- Hyde Buildings
- I. W. Goodner House
- John E. and Ruth Hipple House
- Judge C. D. Meade House
- Karcher Block
- Karcher-Sahr House
- Kenneth R. Scurr House
- McClure Site (39HU7)
- Methodist Episcopal Church
- Oahe Addition Historic District
- Oahe Chapel
- Old Fort Sully Site (39HU52)
- Peter Hansen House
- Pierre American Legion Cabin
- Pierre Hill Residential Historic District
- Pierre Masonic Lodge
- Pringle House
- Rowe House
- Soldiers & Sailors World War Memorial
- St. Charles Hotel
- Stephens-Lucas House